# Ove Dahlberg
Ove Dahlberg (1931. április 12. – 1997. január 9.) svéd nemzetközi labdarúgó-játékvezető.

## Pályafutása

### Jégkorong
Fiatal korában a Surahammars egyesületben korongozott. 1954-ben játszott a svéd válogatottban. Játékos pályafutását befejezve játékvezetői vizsgát tett. Nemzetközi jégkorong bírói szolgálat mellett, a labdarúgó játék irányításában is nemzetközi minősítést szerzett. Magyarországon Müncz György hasonló karriert járt be.

### Labdarúgó-játékvezetőként

#### Nemzetközi játékvezetés
A Svéd labdarúgó-szövetség Játékvezető Bizottsága (JB) 1970-ben terjesztette fel nemzetközi játékvezetőnek, a Nemzetközi Labdarúgó-szövetség (FIFA) bíróinak keretébe. Több nemzetek közötti válogatott és klubmérkőzést vezetett vagy partbíróként tevékenykedett. A svéd nemzetközi játékvezetők rangsorában, a világbajnokság-Európa-bajnokság sorrendjében többedmagával a 12. helyet foglalja el 4 találkozó szolgálatával. Őt minden idő legjobb svéd játékvezetőjének tartják és vitatható módon az egyik legjobb Európában. Az aktív nemzetközi játékvezetéstől 1974-ben búcsúzott.

##### Világbajnokság
A világbajnokság döntőjébe vezető úton Németországba a X., az 1974-es labdarúgó-világbajnokságra a FIFA JB bíróként foglalkoztatta.
| Időpont              | Helyszín                    | Mérkőzés típusa           | Mérkőzés             | Eredmény | Nézők száma |
| -------------------- | --------------------------- | ------------------------- | -------------------- | -------- | ----------- |
| 1973. május 13.      | Lenin Stadion, Moszkva      | előselejtező (7. csoport) | Szovjetunió–Írország | 1 : 0    | 65 527      |
| 1973. augusztus 2.   | Laugardalsvöllur, Reykjavik | előselejtező (3. csoport) | Izland–Norvégia      | 0 : 4    | 4 283       |
| 1973. szeptember 26. | Silesian Stadion, Chorzow   | előselejtező (5. csoport) | Lengyelország–Wales  | 3 : 0    | 70 181      |

##### Európa-bajnokság
Az európai torna döntőjéhez vezető úton Belgiumba a IV., az 1972-es labdarúgó-Európa-bajnokságra az UEFA JB játékvezetőként alkalmazta.
| Időpont              | Helyszín               | Mérkőzés típusa           | Mérkőzés                   | Eredmény | Nézők száma |
| -------------------- | ---------------------- | ------------------------- | -------------------------- | -------- | ----------- |
| 1971. szeptember 22. | Lenin Stadion, Moszkva | előselejtező (4. csoport) | Szovjetunió–Észak-Írország | 1 : 0    | 51 186      |

## Sikerei, díjai
Az IIHF Nemzetközi Alapítvány a kiemelkedő játékosok, edzők és játékvezetők megemlékezése céljából dicsőségfalakat alapított (Helsinki, Torontó, Pozsony). Helsinkiben kiérdemelte, hogy labdarúgó-játékvezetőként felkerüljön a legjobbak közé. Nemzetközi jégkorong játékvezetőként kiemelten elfogadott, elismert sportemberként 2004-ben került a dicsőségfalra.